# Захарова, Вера Кирилловна
Вера Кирилловна Захарова (1920—2010) — участница Великой Отечественной войны, первая якутская летчица.

## Биография
Родилась 12 июля 1920 года в селе Дельгей Якутской области, ныне Олекминского района Якутии, в семье учителя Кирилла Петровича и медика Евдокии Николаевны (Яныгиной) Захаровых.
Вскоре семья переехала на родину отца — в село Чурапча, где Вера окончила семь классов школы. В 1934 году семья Захаровых переехала в Якутск. Осенью 1935 года в городе открылась лётно-планерная школа по подготовке инструкторов-планеристов. В первую группу учеников-летчиков записался старший брат Веры — Иннокентий. В 1937 году, будучи ученицей 9 класса, в аэроклуб записалась и Вера. Она стала первой якутской девушкой, которую приняли в аэроклуб.
Вера Захарова пилотировала учебный самолёт По-2; училась на курсах парашютистов и, совершив 19 самостоятельных прыжков, получила звание парашютиста-инструктора. В 1940 году поехала поступать на учёбу в авиашколу Москвы. Из-за задержки в дороге опоздала на учёбу и поступила в Московский физкультурный институт (ныне Российский государственный университет физической культуры, спорта, молодёжи и туризма), но и его окончить не удалось из-за грянувшей Великой Отечественной войны.
С началом войны Вера вместе с подругами — Еленой Дворянкиной и Анной Ременниковой, подали заявление в военкомат с просьбой направить их на фронт. Но разрешение Захарова получила нескоро. В 1943 году они начали готовить десантников для последующей их отправки на фронт. И только в феврале 1944 года всем троим якутянкам было дано разрешение о выезде на фронт.
Вера Захарова и Елена Дворянкина попали в 141-й отдельный санитарный авиаполк 1-го Белорусского фронта. На вооружении полка находились известные им самолёты По-2, переоборудованные для перевозки раненых. Спасая раненых, Захарова по три-четыре раза в день вылетала на линию фронта. До августа 1944 года она вывезла на своём санитарном самолёте более 200 тяжелораненых воинов. Обратно на передовую доставляла кровь и медикаменты в медсанбаты, боеприпасы, почту и продукты для бойцов.
В одном из рейсов 6 августа 1944 года самолёт Веры Захаровой с тяжелоранеными летел вдоль линии фронта над территорией Польши и был подбит. Раненая в ногу, летчица посадила самолёт на хлебном поле. Была схвачена немцами и оказалась в плену в концентрационном лагере в Торне. В январе 1945 года была освобождена из плена советскими войсками. По заключению врачей Захарова подлежала демобилизации, но она отказалась и вернулась в свой авиаполк и дошла до Берлина.
После окончания войны Вера Захарова осталась служить в 46-м запасном авиационном полку, входящим в состав Войска польского. Демобилизовалась в декабре 1945 года и вышла замуж также за летчика-истребителя Анатолия Шматкова. Жили на Брянщине на родине мужа. Работала в средней школе, в семье родилось двое сыновей. Затем вернулась на родину работала в Институте космофизики и аэрономии при Якутском филиале Сибирского отделения Академии наук СССР. В 1976 году она в Советский комитет защиты мира, где проработала до 1983 года. Затем выезжала за пределы Якутии, но вернулась на родину в 1995 году. Находилась на пенсии.
Автор книги «О себе и о друзьях» (1990), которая оканчивалась словами: «Я прошла плен и концлагерь, прожила непростую жизнь. Мое военное прошлое наложило отпечаток на всю мою жизнь — не один раз меня корили пленом, не один раз обходили меня положенные по заслугам почести… А, может, и характер у меня был не всегда „удобный“, а с другим я, вероятно, и не выжила бы в кровавой мясорубке войны…».
Умерла 1 января 2010 года.

## Награды
- Была награждена двумя орденами Отечественной войны II степени (1968 и 1985), медалями «За победу над Германией в Великой Отечественной войне 1941-1945 гг.», «За доблестный труд. В ознаменование 100-летия со дня рождения В. И. Ленина», «Ветеран труда» и юбилейными медалями.
- Была удостоена Почетной грамоты Верховного Совета Якутской АССР и Грамоты Президиума Республики Саха (Якутия).

## Память
- Имя первой якутской летчицы Веры Захаровой носит самолёт Л-410 якутского филиала «Почты России»[3].
- В сентябре 2020 года в родном селе Вере Кирилловне был установлен бюст[2].